# Мотрунки (Хмельницкая область)
Мотрунки (укр. Мотрунки) — село в Хмельницком районе Хмельницкой области Украины.
Население по переписи 2001 года составляло 377 человек. Почтовый индекс — 31073. Телефонный код — 3855. Занимает площадь 1,601 км². Код КОАТУУ — 6822787203. Действующая Дмитриевская церковь (1730)

## Местная власть
31070, Хмельницкая обл., Хмельницкий р-н, с. Щиборовка, ул. Центральная, 12